# Xanh, trắng, đỏ (phim truyền hình)
Xanh, trắng, đỏ (tiếng Pháp:Blanc, bleu, rouge) là phim truyền hình Pháp công chiếu lần đầu trên TF1, năm 1981, khai thác đề tài Cách mạng Pháp 1789 tại Pháp, gồm 6 tập. Tên phim dựa trên quốc kỳ Pháp hiện nay.

## Diễn viên
- Bernard Giraudeau: Mathieu de Brècheville
- Anne Canovas: Judith Malahougue
- Véronique Delbourg: Sophie de Brècheville
- Paul Le Person: Le baron de Brècheville
- Henri Virlojeux: Docteur Malahougue
- Frédéric Andréi: François de Brècheville
- Constance Engelbrecht: Anne de Rouello
- Maryse Martin: Perrine
- Christine Wodetzky: Catherine Malahougue
- Alexander Radszun: Nicolas de Rouello
- Claus Obalski: Guillaume Malahougue
- François Jaubert: Thomas
- Michel Dodane: Gildas Malouin
- Julie Philippe: Jeannette
- Maxence Mailfort: Fouché
- Sylvain Lévignac
- Jean Martinelli

## Các tập
1. Les fièvres de l'été
2. Les noces de Brècheville
3. La violence parisienne
4. L'écharpe de Coblence
5. Je vous ai tous aimés
6. L'embuscade

## Liên kết
- Blanc, bleu, rouge (1981) trên Internet Movie Database
- Giới thiệu phim